# Ágætis byrjun
| Críticas profissionais | Críticas profissionais |
| Avaliações da crítica  | Avaliações da crítica  |
| Fonte                  | Avaliação              |
| ---------------------- | ---------------------- |
| AllMusic               | 4.5 de 5 estrelas.     |
| Rolling Stone          | [ 2 ]                  |
| NME                    | 7/10                   |
| Pitchfork Media        | 9,4/10                 |
| PlayLouder             | Positivo               |
| Robert Christgau       | B                      |
| Slant Magazine         | [ 5 ]                  |

Ágætis byrjun (lit. "um bom começo") é o segundo disco oficial da banda de post-rock Sigur Rós, lançado em 1999 pela editora discográfica Fat Cat Records, gravado entre o verão de 1998 e a primavera de 1999 e produzido por Kent Thomas.
O álbum foi lançado em 2000 no Reino Unido e em 2001 nos Estados Unidos.

## Faixas
| N.º | Título                                                                    | Duração |  |
| 1.  | "Intro"                                                                   | 1:36    |  |
| 2.  | "Svefn-g-englar" (em português: Sonâmbulos ou Anjos sonâmbulos)           | 10:04   |  |
| 3.  | "Starálfur" (Um elfo olhando)                                             | 6:47    |  |
| 4.  | "Flugufrelsarinn" (Salvador de Moscas)                                    | 7:47    |  |
| 5.  | "Ný batterí" (em português: Baterias novas)                               | 8:11    |  |
| 6.  | "Hjartað hamast" (O coração bate com força)                               | 7:11    |  |
| 7.  | "Viðrar vel til loftárása" (em português: Bom tempo para um ataque aéreo) | 10:18   |  |
| 8.  | "Olsen Olsen"                                                             | 8:03    |  |
| 9.  | "Ágætis byrjun" (em português: Um bom começo)                             | 7:56    |  |
| 10. | "Avalon"                                                                  | 4:00    |  |